# 紹斯韋爾暨諾丁漢教區
聖公會紹斯韋爾暨諾丁漢教區（英語：Diocese of Southwell and Nottingham）是英格蘭教會約克教省下面的一個教區。成立於1884年2月5日。
轄區包括諾丁漢郡及南約克郡一部。座堂是紹斯韋爾座堂，現任主教為保羅·巴特勒。下分一個副主教區、兩個會吏長區及十四個會吏區，管理266個堂區。